# São Sebastião da Boa Vista
São Sebastião da Boa Vista är en kommun i Brasilien.   Den ligger i delstaten Pará, i den nordöstra delen av landet, 1 600 km norr om huvudstaden Brasília. Antalet invånare är 22 890. São Sebastião da Boa Vista ligger på ön Ilha de Marajó.
I omgivningarna runt São Sebastião da Boa Vista växer i huvudsak städsegrön lövskog. Runt São Sebastião da Boa Vista är det glesbefolkat, med 11 invånare per kvadratkilometer.